# Meksikajnarji
Meksikajnarji je naziv za avstrijske prostovoljce v vojski mehiškega cesarja Maksimilijana, brata avstrijskega cesarja Franca Jožefa, med katerimi so bili tudi Slovenci. Zaradi upora Mehičanov leta 1864 je cesar Franc Jožef bratu Maksimilijanu pomagal s prostovoljci iz avstrijskih dežel; po nekaterih podatkih naj bi jih bilo okoli 6.000. Na slovenskem je Ljubljanski mestni svet 3. junija izdal poziv za prostovoljstvo; zbirališče prostovoljcev je bila Cukrarna. Preko Trsta so prostovoljci iz vseh dežel odpluli v več skupinah proti Mehiki. kjer so se borili skupaj z prostovoljci iz drugih dežel, pripadniki francoske kraljeve vojske in Francoske tujske legije.
Dogovorjeno je bilo, da bodo prostovoljci služili šest let in za to dobivali plačo, tistim, ki bi zatem ostali v Mehiki, pa je bilo obljubljeno 12-28 oralov zemlje. Ko je francoski cesar Napoleon III. zaradi pritiska ZDA odpoklical svoje čete, je evropska intervencija propadla. Večina najemnikov se je po Maksimilijanovi smrti vrnila v domovino, nekateri pa so ostali v Mehiki. 

## Meksikajnarji v slovenski književnosti
- O slovenskih prostovoljcih so pisali številni književniki in drugi, med drugim Franc Kastelic v Novicah ter Josip Jurčič in Ivan Tavčar.
- Meksikajnarji, 1–5. strip Risba Zoran Smiljanić, scenarij Marijan Pušavec. Ljubljana: Umco, 2006–2016.
- Novela Prikazen iz Rovenske Draga Jančarja.

## Organizacija korpusa
19. oktobra 1864 je bil podpisan sporazum med Avstrijskim cesarstvom in Mehiko o zbiranju prostovoljcev za vojaško službo. Da se je nabor prostovoljcev lahko začel takoj, je cesar Franc Jožef že 1. aprila 1864 pisno odobril oblikovanje korpusa v skupnem številu okoli 6500 vojakov, kot ga je predvidevala vsebina sporazuma. Ko je bil nabor javno objavljen, sta bila cesar Maksimilijan in njegova žena Šarlota že v Mehiki.  Oblikovani naj bi bili trije nedvisni lovski bataljoni s šestimi četami, polk huzarjev s petimi eskadroni, polk ulancev s petimi eskadroni. Artilerijske enote so bile opremljene s tremi baterijami 3-funtnih gorskih topov, korpus sta sestavljali tudi dve pionirski četi. Zaradi slabih prometnih razmer na območju delovanja je bil zagotovljen celoten komplet tehnične opreme za samostojno proizvodnjo streliva. Približno 60-članski vojaški orkester kaže na optimizem, s katerim so se lotili vojaškega posredovanja.
Poleg bojnih enot so korpus sestavljali tudi člani garnizijskih zaščitnih in skladiščnih enot, oddelka tovornih živali in korpusne žandarmerije. 

### Izgube
Od 6812 prostovoljcev, ki so odšli v Mehiko, se jih je 3428 vrnilo v Avstrijo:
- 256 jih je padlo v boju,
- 432 jih je umrlo zaradi bolezni,
- 34 jih je naredilo samomor,
- 30 jih je bilo obsojenih na vojnem sodišču in usmrčenih,
- 10 jih je bilo izključenih iz vojske,
- 1071 jih je bilo pogrešanih,
- 407 jih je dezertiralo ali so prebegnili k republikancem.

Preostala razlika 140 ljudi je verjetno posledica netočnosti pri vodenju evidenc.